# Хокло (язык)
Хокло, также хоккен, хоккиен, южноминьский язык — язык китайской группы сино-тибетской языковой семьи, распространённый среди народа хокло, составляющего большинство населения на юге китайской провинции Хоккен (севернокит. «Фуцзянь») и на Тайване, а также среди иммигрантов-хокло в Юго-Восточной Азии. Часто называется «южноминьским языком», однако в этот термин кроме него также включаются как минимум датяньский, чаошаньский и хайнаньский язык.
Хокло является одним из национальных языков Тайваня, будучи родным для более чем 70 % тайваньских семей. В Приморской Юго-Восточной Азии хокло служил лингва-франка среди китайских торговцев, повлиял на соседние языки, включая малайский и тагальский.
Хокло относится к миньской ветви китайских языков. Как и другие языки этой ветви, хокло содержит субстрат, восходящий к древнекитайскому языку, но не связанный со среднекитайским, от которого произошли другие (не-миньские) китайские языки.
Письменный хокло известен как минимум с XVI века — самое раннее сохранившееся произведение на нём, текст народной драмы «Повесть о личи и зеркале» (荔鏡記 Nāi-kèng-kì), датируется 1566 годом. Примерно тогда же хокло активно изучался испанскими миссионерами на Филиппинах, составившими первые его словари и грамматики.

## Название
Язык хокло известен под несколькими названиями:
- 閩南語 Bân-lâm-gú или 閩南話 Bân-lâm-ōe — «баньламский язык; южноминьский язык», наиболее распространённое название в Китае и на Тайване. В частности, на Тайване этим названием оперирует Министерство образования[7]. В то же время к «южноминьским языкам» относят как минимум также чаошань, а в некоторых классификациях — и другие более далёкие идиомы. Словом «Бань» (閩 Bân, путунхуа Минь) называют провинцию Хоккен (福建 Hok-kiàn, севернокит. Фуцзянь), по названию древнего народа, проживавшего на её территории.
- 台語 Tâi-gú — «тайваньский язык», распространённое название на Тайване.
- 河洛話/福佬話/鶴佬話 Ho̍h-ló-ōe, Hô-ló-ōe — «язык хокло». Этимология слова «хокло» не вполне ясна, предположительно оно происходит от Ho̍k-ló, экзонима хокло, данного им соседними народами (хакка, шэ).
- 福建話 Hok-kiàn-ōe — «хоккенский язык», это название распространено в странах Юго-Восточной Азии (Сингапур, Малайзия).
- 廈語 Hā-gú — «амойский язык», устаревшее название, употреблялось в начале XX века. Ныне иногда используется применительно к амойскому диалекту языка хокло.
- 咱人話/咱儂話 Lán-lâng-ōe, местн. Lán-nâng-ōe или Nán-nâng-ōe — «наш язык», употребляется преимущественно на Филиппинах[8].

Транскрипции выше для краткости даны только с амойского диалекта хокло, если не указано иное.
В английском языке название Hokkien впервые использовано в словаре Вальтера Генри Медхёрста в 1832 году в написании Hok-këèn. Форма Hok-kien впервые использована и популяризована в 1869 году, в A Manual Of The Amoy Colloquial Джона Макгована.
В западных языках в прошлом для обозначения языка в целом использовалось слово Amoy («Амой», правильнее Эмуй), происходящее от 廈門 Ēe-mûi, южного прочтения названия города — в самом Амое оно читается Эмын (Ē-mn̂g). В начала XX века также изредка использовалось название Hagu (от 廈語 Hā-gú «амойский язык»), в основном в англоязычных работах, написанных популяризаторами хокло из Сямыня.

## История
Первая массовая сино-тибетская миграция в нынешний Хоккен (Фуцзянь) случилась во II-м веке до нашей эры. В 110 году до н. э. западноханьский император У завоевал царство Баньват (閩越), после чего туда направились переселенцы из долины реки Янцзы. Субстрат из местных языков (австроазиатских, по другим версиям — австронезийских) и ранних ответвлений древнекитайского стал основой для миньских языков.
Хокло, как и другие миньские языки, сохранил черты, исчезнувшие в позднем древнекитайском языке. Например, слово 枝 /*ke/ «ветвь» в хокло произносится как ki, сохранив начальную /k-/ (ср. иероглифы с тем же элементом-фонетиком: 妓 kī, 技 kī), тогда как в позднем древнекитайском и среднекитайском оно стало произноситься как /tɕǐe/, что отразилось на чтениях в других языках: кант. jī, с.-кит. zhī, яп. shi и т. д. Финаль слова 支 ki в хокло отличается от финали в словах вроде 騎 khṳâ «ехать верхом» и 徛 khṳǎ «стоять» — в раннем древнекитайском они также различались (ср. 支 /*ke/ и 騎 /*graj/), но совпали в позднем древнекитайском и среднекитайском (ср. 支 /tɕǐe/ и 騎 /ɡǐe/).
В эпоху Тан военные экспедиции, подавлявшие неоднократные местные восстания, принесли с собой новые волны миграции, вместе с которыми в регион пришёл среднекитайский язык, сродни тому, который был описан в классических средневековых словарях.
Отдельные миньские слова фиксируются со Средневековья (эпохи Тан). Одно из первых их упоминаний — сатирическое стихотворение «Плачь по ребёнку» 哀囝詩 поэта VIII века Ко Хона 顧況 Kò͘ Hóng. Оно посвящёно новорожденному, проданному его бедной семьёй в рабство в качестве евнуха. В нём используется сугубо миньский иероглиф 囝 «ребёнок» (хокло kiáⁿ, хокчиу giāng, среднекит. 九件切 kiænX), а также слово 郎罷 «отец» (хокло 娘爸 сев. niû-pē, юж. niô͘-pēe, хокчиу 郎爸 nòng-bâ).
Миньские слова эпизодически упоминались в разного рода заметках и глоссариях. Часто они относились к флоре и фауне либо же привлекали внимание как иероглифические курьёзы:
沝 «вода», хокло chúi, среднекит. 之誄切 tɕiuɪX (ныне пишется 水) [«Подвесное шило» 佩觿, X-й век]
𤈦 () «огонь», хокло hóe, среднекит. 許尾切 xiuəiX (ныне пишется 火) [там же] — иероглиф здесь образован из чтения (火 hóⁿ/xuɑX + 尾 bóe/miuəiX), а радикал 火 «огонь» в нём одновременно является семантиком.
𩶱 () «медуза», хокло thē, среднекит. 癡駕切 ȶʰaH (ныне пишется 䖳) [«Каталог необычного из-за хребтов» 嶺表錄異, IX-й век]
胡螓 «муха», хокло hô͘-sîn (ныне пишется 胡蠅) [«Записки из ручья сновидений» 夢溪筆談, XI-й век]
Тем не менее, до XX века в Восточной Азии основным письменным языком был классический китайский. Письмо на разговорных языках, если и существовало, было ограничено бытовой перепиской и народной литературой — в конфуцианском обществе такими произведениями пренебрегали, многие из них сохранились лишь в западных библиотеках и музеях после начала активных сношений Китая и Европы около XVII века. Старейшие сохранившиеся произведения на хокло относятся к XVI веку. К их числу принадлежит, например, «Повесть о личи и зеркале» (荔鏡記 Nāi-kèng-kì), написанная на смеси чаошаньского и северного хокло, распространённого в Цюаньчжоу, бывшем торговым центром провинции до Амоя. Её старейшее обнаруженное «переиздание» (重刊) датировано 1566 годом. Написанные живым народным языком песенники (歌仔冊 Koa-á-chheh), издававшиеся как минимум с начала XVII века, пользовались популярностью в хоклоязычных регионах и выработали раннюю орфографию для записи языка.

### Раннее изучение
Испанские миссионеры ещё в XVI—XVII веках активно фиксировали язык хокло, бытовавший на Филиппинах, и создали ряд ранних его описаний:
- Doctrina Christiana en letra y lengua china (1593)[19][20][21]
- Dictionarium Sino Hispanicum (1604)[22]
- Vocabulario de la Lengua Española y China / Vocabulario Hispanico y Chinico[22]
- Bocabulario de la lengua sangleya por las letraz de el A.B.C. (1617)[22]
- Arte de la Lengua Chiõ Chiu (1620)[23]
- Dictionario Hispanico Sinicum (1626—1642)[24]
- Vocabulario de letra china (1643)[22]

Все они отражают преимущественно южный диалект хокло, бытовавший среди выходцев из Гуэкана 月港, порта в окрестностях Чжанчжоу. В конце XVII века Амой сменил Гуэкан в качестве крупнейшего легального порта провинции. Язык, на котором говорили в Амое, распространился в колониях британцев, испанцев, голландцев и т. д. в Юго-Восточной Азии.
На рубеже XVIII и XIX веков начинают появляться словари-рифмовники языка хокло:
- Lūi-im Biāu-ngō͘ (彙音妙悟 «Постижение свода звуков») на основе северного диалекта был написан в районе 1800 года Ын Кхьямом (黃謙 N̂g Khiam). Старейшее сохранившееся издание датируется 1831 годом.
- Lūi-chi̍p Ngé-sio̍k-thong Si̍p-ngó͘-im (彙集雅俗通十五音 «Пятнадцать звуков из свода изысканного и народного») на основе южного диалекта была написана Чья Сьюламом (謝秀嵐 Chiā Siù-lâm). Старейшее найденное издание датируется 1818 годом.

На основе последнего словаря был написан англоязычный словарь Вальтера Генри Медхёрста, изданный в 1832 году. К концу XIX века появилась целая плеяда западных словарей хокло, в основном описывавших амойский диалект.

### С XX века

#### В Китае
Официальным языком КНР является путунхуа, основанный на пекинском диалекте севернокитайского языка. В 1982 году политика по его распространению была занесена в конституцию, использование местных языков в управлении, образовании и СМИ было ограничено. Так, во многих школах за разговоры на родных языках даже между собой ученикам снижают оценки по дисциплине. Теле- и радиостанции для вещания на языках, помимо севернокитайского, должны получать особое разрешение от Государственного управления по делам телевидения и радиовещания — на такие СМИ распространяется ряд ограничений, например, они не могут вещать со спутника или на большую территорию. Некоторые исключения делаются для СМИ на кантонском и хокло в целях пропаганды, направленной на Гонконг и Тайвань — в Сямыне на хокло вещает «Сямыньское спутниковое ТВ» 廈門衛視, некоторое время существовала радиостанция «Голос Баньлама» 閩南之聲.
В Сямыне из-за политики продвижения путунхуа и подавления местных языков уровень владения хокло у молодёжи значительно упал. Этому также способствует огромная миграция в город из сельских регионов, говорящих на севернокитайском, прежде всего провинций Хунань, Хубэй, Сычуань. В 2010-11 годах городское правительство делало попытки ограниченно ввести в детские сады и младшие школы предмет «Баньламские язык и культура». В 2020 году был опубликован закон «Он продвижении и защите баньламской культуры в сямыньской особой экономической зоне», предписывающий поддерживать творчество на хокло, сохранять языковую среду, стимулировать детские сады и школы всех уровней вводить язык и культуру хокло как учебный предмет.
В других хоклоязычных городах языковая ситуация значительно лучше, чем в Сямыне. В Цюаньчжоу был запущен первый в КНР телеканал, вещающий полностью на хокло. Также там действуют негосударственные организации, такие как «Движение по поддержке хокло» (撑闽南话活动) и «Общество по продвижению орфографии хокло» (闽南语正字促进会).
Тем не менее, хоклоязычные регионы сохраняют свой язык лучше, чем соседние области, исторически говорившие на языках хокчиу и хинхва. Этому способствует сравнительно крепкая идентичность — если носители хокчиу обычно считают себя носителями диалекта конкретного уезда или города, то хокло часто осознают себя носителями крупного языка и культуры, простирающихся по югу Фуцзяни. Кроме того, наиболее активно подавление местних языков шло именно в Фучжоу, административном центре провинции, который с 1980-х стал одним из передовиков внедрения севернокитайского языка.

#### На Тайване
В 1895 году, после передачи Тайваня Манчжурской империей Цин японцам, языком управления, образования и межнационального общения стал японский. Местные языки поначалу не преследовались, а, напротив, активно изучались. В 1931-32 годах вышел двухтомный «Большой тайваньско-японский словарь» (臺日大辭典, хокло Tâi-Ji̍t Tōa Sû-tián, яп. Тай-Нити Дайдзитэн) за авторством Наоёси Огавы 小川尚義, содержащий 90 тысяч слов, до сих являющийся важнейшим лексикографическим источником для хокло. Только к концу японского присутствия, в 1937-40 годах, на Тайване и в Корее началось усиленное продвижение японского языка — кампания «Японоязычная семья» (國語家庭 Кокуго Катэй) поощряла использование японского в быту, а политика смены имён понуждала тайваньцев и корейцев менять свои традиционные китайские имена на японские. При японцах хокло оставался родным языком для большинства тайваньцев, однако сфера его бытования сузилась. Хокло превратился в домашний язык, всё меньше людей могло использовать его для чтения классической древней поэзии или в научных целях.
После бегства Гоминьдана на Тайвань в 1949 году более двух миллионов переселенцев из северного Китая, преимущественно говоривших на шанхайском и севернокитайском, прибыли на Тайвань — на тот момент на нём жило около шести миллионов человек. В основном они селились в Тайбэе и в так называемых «военных поселениях» в крупных городах. Новая власть занялась продвижением севернокитайского языка — поначалу его главным соперником был укоренившийся на Тайване японский, с господством которого боролись в рамках «деяпонизации» 去日本化. В 1951 году образование полностью переведено на севернокитайский, общение между учителями и учениками на других языках воспрещалось. В 1955 году был издан указ, запрещающий письмо на хокло латиницей пэвэдзи, направленный, главным образом, против христиан. В 1963 году Министерство образования выпустило «Особые указания по усилению продвижения национального языка в публичных и частных школах провинции Тайвань» — в них, в частности, указывалось, что ежегодная оценка работы директоров и учителей будет зависеть также от того, насколько их ученики владеют севернокитайским языком.
К 1966 году Гоминьдану удалось побороть влияние японского языка, и основная борьба развернулась против местных языков. Был принят «Проект по усилению продвижения национального языка», который запрещал использовать местные и иностранные языки в любых ситуациях в школах и спортзалах, в уличной рекламе, кинотеатрам — показывать фильмы, снятые или переведённые на них. В 1972 году телеканалам было запрещено вещать на хокло больше одного часа в день.
В 1985 году было предписано использовать только севернокитайский язык в школах, вещании и всех публичных мероприятиях с более чем тремя участниками, за нарушение устанавливался штраф от 3000 до 10 000 NT$. Это вызвало протест беспартийных депутатов Провинциального совета Тайваня и групп по защите прав человек, добравшийся даже до Законодательного Юаня. В конце концов эти меры были свёрнуты, но они подстегнули движение за защиту языковых прав, в частности, движение «Верните мне родной язык!» (還我母語運動) среди тайваньцев-хакка.
Жестокие меры по продвижению севернокитайского значительно подогревали этническую вражду на Тайване. Некоторые школы наказывали говоривших на «диалектах» школьников так называемыми «собачьими бирками» (掛狗牌) с надписями вроде «Я люблю говорить по-севернокитайски, я больше не буду говорить на диалекте» (“我愛說國語，我不說方言”). С другой стороны, простые люди на Тайване крайне враждебно относились к тем, кто не умел говорить по-тайваньски. После демократизации запрет на местные языки был снят, однако многие люди приобрели комплекс неполноценности по отношению к своим родным языкам. Во многих семьях родители говорили между собой на хокло, но с детьми общались на севернокитайском.
С 2000-х, с развитием тайваньской идентичности, важной её частью стал восприниматься язык хокло. На хокло стала создаваться литература и писаться песни. Политики не только от «зелёных» (выступающих за независимость Тайваня и отказ от претензий на Китай), но и от «синих» (Гоминьдана, «Первой народной») вынуждены использовать хокло на митингах, чтобы привлечь избирателей. В 2002 году Тайваньский союз солидарности, имевший на тот момент 10 % мест в Законодательном Юане, предложил сделать хокло вторым государственным языком, однако это предложение не было принято из-за оппозиции со стороны тайваньских «северян», хакка и аборигенов.
В 2017 году хокло, хакка и другие коренные языки Тайваня были обозначены как «национальные». С 2000-х их преподавание постепенно внедряется в школах (как обязательный урок один раз в неделю), однако основным языком преподавания остаётся севернокитайский.
По статистике на 2020 год, 31,7 % тайваньцев используют хокло как основной язык, 54,3 % — как дополнительный (всего 86,0 % населения). Севернокитайский чаще используют на севере Тайваня (Тайбэй, Таоюань, Синьчжу) — 80 % населения, тогда как на юге в уездах Цзяи, Юньлинь, Чжанхуа севернокитайский используют менее 40 %. Владение хокло коррелирует с возрастом: хокло является основным бытовым языком для 65,9 % тайваньцев старше 65 лет, но лишь для 7,4 % тайваньцев от 6 до 14.

#### В Сингапуре
Хокло был основным из китайских языков Сингапура. В 1957 году 75,4 % населения страны были китайского происхождения, из них хокло владело 80 %, для 39 % он был родным. Около четверти членов китайской общины как родным владело чаошаньским, примерно столько же — кантонским, для остальных родным были хайнаньский, хокчиу, хакка и другие языки.
В 1966 году в Сингапуре началась программа «двуязычного образования», в рамках которой сингапурские школьники должны были изучать английский вместе с назначенным правительством «этническим языком». К этническим языкам были отнесены малайский, тамильский (в 1957 году на нём говорило 5,2 % сингапурцев, при том что сингапурцы индийского происхождения составляли 8,6 % населения) и севернокитайский, несмотря на то, что на нём говорило лишь 0,1 % населения. К 1980 году, через почти 15 лет «двуязычного образования», севернокитайским владели 13,1 % сингапурцев, тогда как уровень владения другими китайскими языками не сильно упал.
Из-за того, что политика двуязычного образования не дала плодов, в 1979-м премьер-министр Ли Куан Ю году запустил Speak Mandarin Campaign. В рамках этой кампании ежегодно проводились меры по продвижению севернокитайского языка, направленные на разные слои общества. Так, лозунги этой программы призывали молодёжь отказаться от родных языков (1979: «Speak More Mandarin, Speak Less Dialects»; 1983: «Mandarin In, Dialects Out»), родителей начать говорить на севернокитайском с детьми ради их будущей карьеры (1984: «Speak Mandarin. Your Children’s Future Depends On Your Effort Today»), в публичных местах начинать разговор на нём, а не на других языках (1986: «Start With Mandarin, Not Dialects»), не воспринимать севернокитайский как чужой язык, а отождествлять его с китайской культурой (1985: «Mandarin Is Chinese»). В ходе этой кампании были отменены теле- и радиопередачи на хокло и других языках. Так, гонконгские передачи на кантонском должны были дублироваться на севернокитайский, а доступ к кантоноязычному малазийскому телеканалу TV3 блокировался физически — в государственном жилье запрещалось устанавливать антенны, дававшие к нему доступ. Премьер-министр Ли Куан Ю, выучивший хокло в 1960-е, чтобы привлечь сторонников на выборах, перестал произносить на нём речи.
К концу 1980-х севернокитайским стали владеть 30 % сингапурцев, он по большей части заменил в публичной сфере другие китайские языки, число активных пользователей которых среди китайской общины упало до 48,2 %. В то же время конкуренцию севернокитайскому составлял английский, ставший основным языком бизнеса и образования Сингапура. В 2005 году Ли Куан Ю выражал опасения по поводу того, что уровень севернокитайсккого у молодёжи постепенно падает. Слоганы кампании стали пытаться презентовать севернокитайский как модный, молодёжный язык (2006: 华语 COOL; 2007: «Speak Mandarin, Are You Game?»). Число говорящих дома на севернокитайском росло до 2010 года, когда оно составило 47,7 %, но после этого стало стремительно падать — до 40,2 % в 2020 году, английским же стало пользоваться 47,6 % сингапурцев китайского происхождения. Число говорящих дома на хокло и других этнических языках упало до 11,8 %, в основном на них продолжают говорить лишь пожилые люди.

## Диалекты
Диалекты хокло делят на северные (с центром в Цюаньчжоу 泉州 Choân-chiu), южные (Чжанчжоу 漳州 Chiang-chiu) и западные (Лунъянь 龍巖 Lêng-nâ). Амойский категоризируют как восточный, либо же считают переходным между северными и южными. Диалект Тунъаня 同安 Tâng-oaⁿ классифицируется по-разному: его могут относить к северным, объединять с амойским, или же выделять как ещё один, пятый основной диалект.
Диалекты хокло в целом взаимопонятны друг с другом, за исключением западного диалекта. Фонетическая схожесть между северным (Цюаньчжоу) и южным (Чжанчжоу) диалектами составляет около 80 %, между ними двумя и амойским — около 88 %, тогда как с западным диалектом все они схожи только на 67~70 %.
Тайваньские диалекты хокло классифицируют на спектре от склоняющихся к южным (Илань, затем Тайнань) до склоняющихся к северных (Луган, затем окраины Синьчжу и Тайбэя). Большинство тайваньских диалектов происходит от смешавшихся в разной пропорции старых форм материковых.
Диалекты категоризируют главным образом по их фонетическим особенностям. Например, в южных диалектах есть инициаль j /dz/, в северных она заменяется на l /l/, в западных на l /l/ или g /g/; в южных диалектах есть гласная ee /ɛ/ (в других диалектах заменяется на e /e/), в северных есть ir /ɯ/ (в других вместо неё i /i/ или u /u/), и так далее.
Чаошаньский является близким родственником хокло. Они похожи фонетически (в чтениях отдельных иероглифов), но сильно различаются лексически, особенно в базовой, высокочастотной лексике. В лексике и грамматике чаошаньский имеет некоторые общие черты с кантонским языком. Носители чаошаньского и хокло обычно не владеют языками друг друга и считают себя отдельными общностями. Некоторое число людей в пограничных регионах владеет обоими языками, этнически отождествляют себя с хокло, а чаошаньский склонны воспринимать как специфический диалект хокло.
Большинство иероглифов в основных (прибрежных) диалектах хокло произносится одинаково, но многие слегка различаются. Ниже даны примеры для некоторых различий между диалектами хокло, включая западный (диалект Лунъяня 龍巖), а также чаошаньского (диалект Чаочжоу 潮州 Tiô-chiu). Кроме того, для сравнения даны чтения в других языках: кантонском, севернокитайском, корейском, японском. Чтения хокло даны в романизации пэвэдзи (для чаошаньского — в пэвэдзи-подобной) и транскрипции МФА.
| слово            | хокло        | хокло            | хокло        | хокло     | хокло     | хокло     | чаошаньский |           | кантон.  | с.-кит.  | корей- ский | японский   | японский |
| слово            | Цюаньчжоу    | Тунъань          | Амой         | Чжанчжоу  | Чжанпу    | Лунъянь   | Чаочжоу     | Кантон    | Пекин    | го-он    | корей- ский | кан-он     |          |
| 語 «язык»        | gír          | gír              | gú           | gí        | gí        | í         | gír         | yúh       | yǔ       | 어 eo    | ゴ go       | ギョ gyo   |          |
| 語 «язык»        | [ɡɯ˥]        | [ɡɯ˧˩]           | [ɡu˥˩]       | [ɡi˥˩]    | [ɡi˥˩]    | [i˨˩]     | [ɡɯ˥˨]      | [jyː˨˧]   | [y˨˩]    | [ʌ̹]      | [ɡo]~[ŋo]   | [ɡʲo]      |          |
| 自 «сам»         | chīr         | chīr             | chū          | chū       | chū       | chǐr      | chǐr        | jih       | zì       | 자 ja    | ジ ji       | シ shi     |          |
| 自 «сам»         | [tsɯ˧˩]      | [tsɯ˨]           | [tsu˧]       | [tsu˧]    | [tsu˧]    | [tsɨ˥˨]   | [tsɯ˧˥]     | [tsiː˨]   | [tsz̩˥˩]  | [tɕa]    | [dʑi]       | [ɕi]       |          |
| 豬 «свинья»      | tir          | tir              | ti, tu       | ti        | ti        | ti        | tir         | jyū       | zhū      | 저 jeo   | チョ cho    | チョ cho   |          |
| 豬 «свинья»      | [tɯ˧]        | [tɯ˦]            | [ti˦], [tu˦] | [ti˧˦]    | [ti˦]     | [ti˧˧˦]   | [tɯ˧]       | [tʃyː˥]   | [ʈʂu˥]   | [tɕʌ̹]    | [tɕo]       | [tɕo]      |          |
| 茶 «чай»         | tê           | tê               | tê           | têe       | têe       | tiêe      | tê          | chàh      | chá      | 다 da    | ダ da       | タ ta      |          |
| 茶 «чай»         | [te˨˦]       | [te˨˦]           | [te˨˧]       | [tɛ˨˩˧]   | [tɛ˨˩˧]   | [tiɛ˩]    | [te˥]       | [tsʰaː˨˩] | [ʈʂʰa˧˥] | [ta]     | [da]        | [ta]       |          |
| 侯 «князь»       | hiô          | hô͘               | hô͘           | hô͘        | hô͘        | hâu       | hô͘          | hàuh      | hóu      | 후 hu    | グ gu       | コウ kō    |          |
| 侯 «князь»       | [hio˨˦]      | [hɔ˨˦]           | [hɔ˨˧]       | [hɔ˨˩˧]   | [hɔu̯˨˩˧]  | [hau̯˩]    | [hou̯˥]      | [hɐu̯˨˩]   | [xoʊ̯˧˥]  | [ɸʷu]    | [ɡɯ̥]~[ŋɯ̥]   | [koː]      |          |
| 街 «улица»       | koe          | koe              | koe          | ke        | ke        | khie      | koi         | gāai      | jiē      | 가 ga    | ケ ke       | カイ kai   |          |
| 街 «улица»       | [kue˧]       | [kue˦]           | [kue˦]       | [ke˧˦]    | [kiei˦]   | [kʰie˧˧˦] | [koi˧]      | [kaːi̯˥]   | [tɕi̯ɛ˥]  | [ka]     | [ke]        | [kai]      |          |
| 果 «плод»        | kér          | kér              | ké           | kóe       | kóe       | kóe       | kóe         | gwó       | guǒ      | 과 gwa   | カ ka       | カ ka      |          |
| 果 «плод»        | [kə˥]        | [kə˧˩]           | [ke˥˩]       | [kue˥˩]   | [kue˥˩]   | [kue˨˩]   | [kue˥˨]     | [kʷɔː˧˥]  | [ku̯ɔ˨˩]  | [kwa]    | [ka]        | [ka]       |          |
| 門 «ворота»      | mn̂g          | mn̂g              | mn̂g          | mûi       | mûi       | mûi       | mn̂g         | mùhn      | mén      | 문 mun   | モン mon    | ボン bon   |          |
| 門 «ворота»      | [mŋ̍˨˦]       | [mŋ̍˨˦]           | [mŋ̍˨˧]       | [muĩ˨˩˧]  | [muĩ˨˩˧]  | [muĩ˩]    | [mɤŋ˥]      | [muːn˨˩]  | [mən˧˥]  | [mun]    | [mõɴ]       | [bõɴ]      |          |
| 等 «ранг»        | térng~tńg    | téng             | téng         | téng      | téng      | tín       | téng        | dáng      | děng     | 등 deung | トウ tō     | トウ tō    |          |
| 等 «ранг»        | [təŋ˥]~[tŋ̍˥] | [tiəŋ˧˩]         | [tiəŋ˥˩]     | [tiəŋ˥˩]  | [teŋ˥˩]   | [tin˨˩]   | [teŋ˥˨]     | [tɐŋ˧˥]   | [təŋ˨˩]  | [tɯŋ]    | [toː]       | [toː]      |          |
| 德 «добродетель» | tiak         | tek              | tek          | tek       | tek       | tit       | tek         | dāk       | dé       | 덕 deok  | トク toku   | トク toku  |          |
| 德 «добродетель» | [tiak̚˥]      | [tiək̚˧˨]         | [tiək̚˧˨]     | [tiək̚˧˨]  | [tek̚˧˨]   | [tit˥]    | [tek̚˨]      | [tɐk̚˥]    | [tə˧˥]   | [tʌ̹k̚]    | [tokɯ̥]      | [tokɯ̥]     |          |
| 人 «человек»     | lîn          | jîn~lîn          | lîn          | jîn       | jîn       | gîn       | jîng        | yàhn      | rén      | 인 in    | ニン nin    | ジン jin   |          |
| 人 «человек»     | [lin˨˦]      | [dʑin˨˦]~[lin˨˦] | [lin˨˧]      | [dʑin˨˩˧] | [dʑin˨˩˧] | [gin˩]    | [dziŋ˥]     | [jɐn˨˩]   | [ʐən˧˥]  | [in]     | [ɲĩɴ]       | [dʑĩɴ]     |          |
| 想 «думать»      | sióng        | sióng            | sióng        | siáng     | siáng     | siáng     | siáng       | séung     | xiǎng    | 상 sang  | ソウ sō     | ショウ shō |          |
| 想 «думать»      | [ɕi̯ɔŋ˥]      | [ɕi̯ɔŋ˧˩]         | [ɕi̯ɔŋ˥˩]     | [ɕi̯aŋ˥˩]  | [ɕi̯aŋ˥˩]  | [ɕi̯aŋ˨˩]  | [si̯aŋ˥˨]    | [sœːŋ˧˥]  | [ɕi̯ɑŋ˨˩] | [sʰaŋ]   | [soː]       | [ɕoː]      |          |
| 羊 «баран»       | iûⁿ          | iûⁿ              | iûⁿ          | iôⁿ       | iûⁿ       | ngiô      | iêⁿ         | yèuhng    | yáng     | 양 yang  | ヨウ yō     | ヨウ yō    |          |
| 羊 «баран»       | [iũ˨˦]       | [iũ˨˦]           | [iũ˨˧]       | [iɔ̃˨˩˧]   | [iũ˨˩˧]   | [ŋiõ˩]    | [ĩẽ˥]       | [jœːŋ˨˩]  | [jɑŋ˧˥]  | [jaŋ]    | [joː]       | [joː]      |          |
| 森 «лес»         | serm         | sim              | sim          | som       | som       | sam       | siam        | sām       | sēn      | 삼 sam   | シン shin   | シン shin  |          |
| 森 «лес»         | [səm˧]       | [ɕim˦]           | [ɕim˦]       | [sɔm˧˦]   | [sɔm˦]    | [sam˧˧˦]  | [siam˧]     | [sɐm˥]    | [sən˥]   | [sʰam]   | [ɕĩɴ]       | [ɕĩɴ]      |          |

1. ↑  В городском амойском (на острове) используется ti, в пригородах (Хайцан, Цзимей) — tu

## Письменность
Для записи хокло используются китайские иероглифы. До XX столетия основным письменным языком Восточной Азии был классический китайский, и так как большая часть лексики хокло в том или ином виде восходит к нему, для её записи используются общекитайские иероглифы, используемые также в севернокитайском, кантонском, японском и других языках. В то же время значительная доля слов в хокло не имеет однозначного соответствия в классическом китайском, особенно исконные служебные слова и лексика из субстратов (австронезийского, протоминьского и т. д.).
Письменность на хокло не получила такого развития и устоявшейся формы, как письмо на севернокитайском и кантонском. В XX веке литературная традиция была по большей части прервана — как Гоминьдан, так и коммунисты усиленно старались внедрить севернокитайский и не поощряли литературу на местных языках, вплоть до полного её запрета.
Согласно синологу Виктору Майру, если речь на разговорном хокло зафиксировать на бумаге, то в таком тексте 40 % морфем можно записать общекитайскими иероглифами, 10 % — хокло-специфичными знаками, 25 % — более-менее общепринятыми конвенциональными знаками (фонетическими, семантическими заимствованиями), и 25 % морфем не будут иметь устоявшейся записи вовсе.
Для записи специфичной для хокло-лексики могут использоваться изобретённые для хокло (или других миньских языков) знаки:
- 囝 kiáⁿ «ребёнок» — от 子 «ребёнок»
- 𪜶 () in «они» — фоносемантический знак, из 亻 «человек» и фонетика 因 in.
- 囥 khǹg «класть; прятаться» — фоносемантический знак, из 囗 «окружение» и фонетика 亢 khòng
- 𣍐 () bōe «не мочь» — лигатура 勿 «не» и 會 «мочь»
- 𫝛 () siâng «одинаковый» — лигатура и стяжение от 相同 sio-tâng «одинаковый»

Также используются не связанные по смыслу иероглифы, подобранные фонетически:
- 甲 kah «доходить» — по созвучию от 甲 kah «первый знак десятеричного цикла»
- 尪仔 ang-á «кукла» — по созвучию от 尪 ang «хромой»
- 古錐 kó͘-chui «милый» — по созвучию от 古 kó͘ и 錐 chui
- 甪 lut «стираться, изнашиваться» — по созвучию от 甪 lo̍k «(встречается в древних топонимах)»

Многие иероглифы подбираются семантически из общекитайских:
- 肉 bah «мясо» — по смыслу от 肉 jio̍k «(то же)»
- 到 kàu «доходить, достигать» — по смыслу от 到 tò «(то же)»
- 人 lâng «человек» (также пишется как 儂) — по смыслу от 人 jîn «(то же)»

Такой заимствованный иероглиф может быть связан этимологически с записываемым словом через протоминьский субстрат:
- знак 枝 «ветвь» записывает морфемы ki и chi — оба чтения произошли из древнекитайского /*ke/, первое исконно миньское, сохранило начальную k- (ср. слова с тем же фонетиком: 妓 kī, 技 kī), второе попало из среднекитайского, схоже с чтениями 枝 в других языках (кант. jī, с.-кит. zhī, яп. shi).
- знак 火 «огонь» записывает морфемы hóe (сев. hér, амойск. hé) и hóⁿ — аналогично.

Иногда по смыслу заимствуются не общекитайские, а сугубо севернокитайские иероглифы:
- знак 的 tek «цель» в севернокитайском заимствован фонетически для слова de «(частица принадлежности в севернокитайском)». В хокло используется как одно из множества написаний для аналогичной частицы 兮 -ê.
- знак 歹 tái «плохой» является сугубо севернокитайским, основан на созвучном знаке ꡈ () ta из монгольского квадратного письма. В хокло используется по смыслу для слова pháiⁿ «плохой».

Некоторые заимствования используют альтернативные формы известных иероглифов, чтобы избежать путаницы:
- 仝 kāng «одинаковый» — по смыслу, 仝 здесь древная форма знака 同 tông «одинаковый»
- 罔 bóng «кое-как, еле-еле» — по звучанию, 罔 здесь древняя форма 網 bóng «сеть»
- 𠢕 () gâu «способный» — по смыслу и звучанию, 𠢕 () здесь древняя форма 豪 hô «крепкий, сильный»

Иногда для того или иного слова пытаются найти этимологический иероглиф, часто с шаткими основаниями — обычно такие «изначальные» иероглифы находятся в древних словарях среди хотя бы отдалённо схожих по чтению и смыслу, при этом являясь номинальными, без примеров употребления в реальных древних текстах:
- 徛 khiā «стоять» — зафиксирован в словаре «Дополненные рифмы» 廣韻 (как 徛 kī «стоять»)
- 抾 khioh «подбирать» — зафиксирован в словаре «Нефритовые листы» 玉篇 VI в. (как 抾 khi, kiap «брать в руки»)
- 搝 khiú «тянуть» — зафиксирован в словаре «Собрание рифм» 集韻 XI в. (как 搝揭 hiù-khiat «поднимать руку»)
- 蜀 chi̍t «один» — зафиксирован в словаре «Местные речи» 方言 I в. до н. э. (как 蜀 sio̍k «один (в диалекте царства Чу)»). Альтернативно, chi̍t может быть связано с 隻 chek, древнекит. /*tek/ «один». Обычно chi̍t записывается по смыслу знаком 一 it.

### Транскрипция
В 1832 году Вальтер Генри Медхёрст создал систему транскрипции для своего словаря хокло. Впоследствии она эволюционировала в пэвэдзи — христианские миссионеры стали использовать её не как простую транскрипцию для «настоящего» письма (иероглифов), а как самостоятельную письменность. На пэвэдзи издавались книги и периодика, учебники и словари. В 2006 году тайваньское Министерство Образования утвердило тайло, основанную на пэвэдзи систему, в качестве официальной транскрипции. Тайло стала использоваться в учебниках и словарях, изданных при поддержке Министерства.
В годы японского правления на Тайване власти не поощряли использование романизации, вместо этого продвигали адаптированную для хокло кану.
В 1946 году для хокло была адаптирована бопомофо — оригинальная система, созданная для транскрипции севернокитайского языка.
В КНР для транскрипции хокло используется система «Баньлам Пинъим» (闽南拼音 Bbánlám pìngyīm), также известная как система севернокитайско-хокло словаря (普闽典) 1982 года, где она была впервые использована. Она позаимствовала многие черты из транскрипции для севернокитайского языка (пиньиня).

## Грамматика

### Морфология

#### Местоимения
Личные местоимения в хокло имеют формы множественного числа, в первом лице также различаются эксклюзивные («мы (без вас)») и инклюзивные («мы (с вами)») местоимения.
Краткие формы множественного числа на -n в целом более распространены, тогда как формы с 儂/人 -lâng чаще используются в западных диалектах и в странах ЮВА. В то же время форма 㑑儂/咱儂 lán-lâng распространена больше, наряду с 㑑/咱 lán, в том числе в прибрежных диалектах хокло.
Местоимение 阮 gún, góan «мы» используется также как притяжательное «мой, наш» (схожее употребление есть и в других восточноазиатских языках, например, корейском). Все местоимения могут образовывать притяжательные формы с помощью частицы 兮 -ê, как и существительные.
| числолицо         | единственное                                      | множественное (краткое) | множественное (с -lâng)              |
| ----------------- | ------------------------------------------------- | ----------------------- | ------------------------------------ |
| первое            | 我 góa «я»                                        | 阮 gún, góan «мы»       | 我儂 góa-lâng «мы»                   |
| первое (инклюзив) | 我 góa «я»                                        | 㑑/咱 lán «мы (с вами)» | 㑑儂 lán-lâng «мы (с вами)»          |
| второе            | 汝/你 [юж.] lí, [сев.] lír, [амойск.] lí, lú «ты» | 恁 lín «вы»             | 汝儂 lí-lâng, lír-lâng, lú-lâng «вы» |
| третье            | 伊 i «он, она»                                    | 𪜶 () in «они»          | 伊儂 i-lâng «они»                    |

У указательных местоимений различают «свободные» и «сопряжённые» формы (со счётными словами — в таблице даны с 個 ê, но оно может быть заменено на любое другое). Свободные формы местоимений используются гораздо реже сопряжённых, только самостоятельно, без последующих счётных слов и существительных:
我卜食許。 Góa beh chia̍h hé. «Я хочу съесть это.»
只是阮老母，許是阮老爸。 Ché sī goán lāu-bó, hé sī goán lāu-pē. «Это моя мать, а то — мой отец.»
Свободные формы местоимений в целом заменимы на сопряжённые (со счётным словом 個 ê):
許是我兮。 Hé sī góa--ê. «Та вещь — моя.»
彼個是我兮。 Hit-ê sī góa--ê. «(то же)»
|             |           | близко                                               | далеко                                       |
| ----------- | --------- | ---------------------------------------------------- | -------------------------------------------- |
| сопряжённые | ед.       | 即個/這個 chit-ê «этот»                              | 彼個/迄個 hit-ê «тот»                        |
| сопряжённые | множ.     | 遮個/迹個 chia-ê, chiah-ê, chiâ-ê «эти»              | 遐個/赫個 hia-ê, hiah-ê, hiâ-ê «те»          |
| свободные   | свободные | 即/這/只/者 [юж.] ché, [сев.] chí «это»              | 許/彼 [юж.] hé, [сев.] hír «то»              |
| места       | места     | 遮/茲 chia «здесь»                                   | 遐 hia «там»                                 |
| степени     | степени   | 遮(爾)/則(尼)/迹(爾) chiah(-nī) «вот так, настолько» | 遐(爾)/赫(爾) hiah(-nī) «вон так, настолько» |

#### Существительные
Существительные в хокло не имеют категории числа. В то же время в хокло активно используются счётные слова после указательных местоимений и числительных:
即條路 chit tiâu lō͘ «эта дорога» (條 tiâu — для продолговатых извилистых предметов)
一枝筆 chı̍t ki pit «одна ручка; одна кисть» (枝 ki — для продолговатых прямых предметов)
三本冊 saⁿ pún chheh «три книги» (本 pún — для книг, свитков)
Наиболее употребимым нейтральным счётным словом является 個 ê.
Неопределённое количество может обозначаться счётным словом 寡 kóa, либо словом 幾 kúi с соответствующим счётным словом:
一寡人 chı̍t-kóa lâng «несколько человек»
幾個人 kúi ê lâng «несколько человек»
Ряд существительных функционирует как определения, формируя класс аттрибутивных прилагательных:
空厝宅 khang-chhù-the̍h «пустой дом»
假銀票 ké-gîn-phiò «поддельная банкнота»
女朋友 lú-pêng-iú «девушка» (букв. «друг женского пола»)
國際貿易 kok-chè bō͘-e̍k «международная торговля»
天然災害 thian-jiân chai-hāi «природный ущерб»
Такие именные прилагательные не могут самостоятельно быть сказуемыми, они должны принимать связку 是 sī и частицу 兮 ê:
遮個護照攏是假兮。 Chiah-ê hō͘-chiàu lóng sī kè--ê. «Все эти паспорта — поддельные»
遮個護照攏⽏是假兮。 Chiah-ê hō͘-chiàu lóng m̄-sī kè--ê. «Все эти паспорта не поддельные»
Как в других китайских языках, в хокло значительный пласт слов может одновременно употребляться и как существительные, и как глаголы:
變更設定 pìan-keng siat-tēng «менять настройки»
но: 住所變更 chū-só͘ pìan-keng «смена адреса»

##### Суффикс仔-á
Многие слова в хокло принимают суффикс 仔 -á, часть из них существует и в односложной форме, и с 仔 -á, другие имеют только одну из этих форм.
| односложные | с 仔 -á      | значение    |
| ----------- | ------------ | ----------- |
| 名 miâ      | (нет)        | «имя»       |
| 鏡 kiàⁿ     | (нет)        | «зеркало»   |
| (нет)       | 藥仔 io̍h-á   | «лекарство» |
| (нет)       | 帽仔 bō-á    | «шапка»     |
| 鼻 phīⁿ     | 鼻仔 phīⁿ-á  | «нос»       |
| 狗 káu      | 狗仔 káu-á   | «собака»    |
| 賊 chha̍t    | 賊仔 chha̍t-á | «вор»       |

Иногда суффикс 仔 -á используется как уменьшительный либо же образует существительные от глаголов и прилагательных:
| 糖 thn̂g «сахар»                      | 糖仔 thn̂g-á «конфета»                         |
| 粒 lia̍p «зёрнышко»                   | 粒仔 lia̍p-á «язва»                            |
| 車 chhia «машина»                    | 車仔 chhia-á «швейная машинка»                |
| 抿 bín «тереть щёткой»               | 抿仔 bín-á «щётка»                            |
| 矮 сев. óe, юж. é «низкий (о росте)» | 矮仔 сев. óe-á, юж. é-á «низкорослый человек» |

Он же образует уменьшительно-ласкательные прозвища после имён людей, некоторые термины родства, а также бранные названия, особенно профессий:
大伯仔 tuā-peh-á «старший брат мужа (обращение от лица жены)»
同姒仔 tâng-sāi-á «невестка»
看命仔 khòaⁿ-miā-á «гадалка»
剪綹仔 chián-liú-á «вор-карманник»
阿啄仔 a-tok-á «(бран.) мелконосый (об иностранце, белом человеке)»
阿共仔 a-kiōng-á «(бран.) коммуняка (на Тайване — о китайцах)»
Суффикс 仔 -á в речи ассимилируется с предыдущим слогом:
| слово | словарная форма | форма с ассимиляцией | форма с ассимиляцией | значение                |
| ----- | --------------- | -------------------- | -------------------- | ----------------------- |
| 賊仔  | chha̍t-á         | > chha̍t-lá           | > chha̍l-lá           | «вор»                   |
| 盒仔  | a̍p-á            | > a̍p-bá              | > a̍b-bá              | «коробка»               |
| 竹仔  | tek-á           | > tek-gá             | > teg-gá             | «бамбук»                |
| 柑仔  | kam-á           | > kam-má             | > kam-má             | «мандарин»              |
| 囡仔  | gín-á           | > gín-ná             | > gín-ná             | «ребёнок»               |
| 翁仔  | ang-á           | > ang-ngá            | > ang-ngá            | «кукла»                 |
| 圓仔  | îⁿ-á            | > îⁿ-áⁿ              | > îⁿ-áⁿ              | «мясной шарик (в супе)» |
| 美仔  | bí-á            | > bí-ah              | > bí-ah              | «Би-а (имя девушки)»    |
| 箬仔  | hio̍h-á          | > hio̍h-ah            | > hio̍h-ah            | «лист»                  |

Кроме того, перед 仔 -á существуют особые паттерны тоновых сандхи, различающиеся в зависимости от диалекта.

#### Глаголы и прилагательные
Глаголы в хокло классифицируются следующим образом:
1. Глаголы действия
длительные: 走 cháu «бежать», 睏 khún «спать», 買 bé «покупать», 啉 lim «пить», 寫 siá «писать», 聽 thiaⁿ «слышать, слушать»
однократные: 徛 khiā «встать», 跳 thiàu «прыгнуть», 開 khui «открыть», 懷胎 hôai-thai «забеременеть», 畢業 pit-gia̍p «окончить (учебное заведение)», 穿衫 chhēng-saⁿ «одеться»
2. Глаголы состояния (стативные глаголы)
пассивные (самопроизвольные): 愛 ài «любить», 驚 kiaⁿ «бояться», 枵 iau «быть голодным», 知影 chai-iáⁿ «знать», 相信 siong-sìn «верить», 希望 hi-bōng «надеться», 歡喜 hoaⁿ-hí «радоваться»
активные (волеизъявительные): 學 o̍h «учиться, изучать», 開始 khai-sí «начинать», 準備 chún-pī «готовить(ся)», 解釋 kái-sek «объяснять»
3. Прилагательные (описательные глаголы)
貴 kùi «дорогой», 燒 sio «горячий», 媠 súi «красивый», 清氣 chheng-khì «чистый», 古錐 kó͘-chui «милый»
От типа глагола зависят его грамматические свойства — например, однократные глаголы не могут использоваться с частицей 咧 leh перед ними, но принимают 咧 —leh после себя, длительные — наоборот.
Некоторые переходные глаголы имеют «условное дополнение»:
食飯 сев. chia̍h-pn̄g, юж. chia̍h-pūiⁿ «есть» (букв. «есть рис»)
唱歌 сев. chhiùⁿ-koa, юж. chhiòⁿ-koa «петь» (букв. «петь песни»)
行路 kiâⁿ-lō͘ «ходить (пешком)» (букв. «идти по дороге»)
看冊 сев. khòaⁿ-chheh, юж. khòaⁿ-chheeh «читать» (букв. «читать книги»)
講話 сев. kóng-ōe, юж. kóng-ōa «разговаривать» (букв. «говорить речь»)
и т. д.
«Условное дополнение» ничего не добавляет к смыслу глагола, но необходимо грамматически. Оно может заменяться на значащее дополнение.
阮咧食飯。 Gún leh chia̍h pn̄g. «Мы едим»
阮咧食麵。 Gún leh chia̍h mī. «Мы едим лапшу»
Прилагательные в хокло, как и в других языках Восточной Азии, обладают признаками глагола: они не требуют глагола-связки, могут принимать видовые частицы и т. д. В обычных предложениях прилагательные не используются в чистом виде как сказуемое, но требуют наречия степени или отрицания.
伊真媠。 I chin súi. «Она красивая.»
伊無媠。 I bô súi. «Она некрасивая.»
Выше наречие 真 chin (букв. «очень») является лишь грамматической условностью, не несёт буквального значения «очень». Также наречия степени могут использоваться с глаголами состояния, однако в этом случае они опциональны:
伊驚狗。 I kiaⁿ káu. «Он боится собак»
伊真驚狗。 I chin kiaⁿ káu. «Он очень боится собак»
*伊有名。 I ū-miâ. — ошибочно
伊真有名。 I chin ū-miâ. «Он знаменит»
Предлоги в хокло, как и в других китайских языках, часто являются грамматикализованными глаголами. В англоязычных работах для них могут использовать термин coverb, «соглагол», указывая, что они обычно используются вместе с другим, основным глаголом.
大學離阮厝無傷遠。 Tāi-ha̍k lī gún chhù bô siuⁿ hn̄g.
«Университет не очень далеко от моего дома»
(離 lī — «от (о расстоянии)», букв. «отстоять, отходить (от чего-то)»)
汝順即條路直直去，就會看著藥房。 Lí sūn chit tiâu lō͘ ti̍t-ti̍t khì, tō ē khòaⁿ-tio̍h io̍h-pâng.
«Идите прямо по этой дороге, и затем увидите аптеку»
(順 sūn — «вдоль; следуя за», букв. «следовать, идти рядом»)
阮查囝卜替我領受獎品。 Gún cha-kiáⁿ beh thè góa niá-siū chióng-phín.
«Моя дочь получит награду за меня»
(替 thè — «вместо, за», букв. «заменять»)

### Синтаксис
Базовый порядок слов в хокло — SVO (подлежащее — глагол — прямое дополнение). В отдельных случаях прямое дополнение может располагаться перед глаголом (в предложениях с выделением темы, с предлогами 將 chiong, 共 kā/kāng и подобными и т. д.).
В хокло нет аналога для частиц совершенного вида, вроде кантонской 咗 jó или севернокитайской 了 le. При этом в хокло намного шире, чем в этих языках, распространён совершенный вид с глаголом 有 ū (букв. «иметь»):
伊有去過日本。 I ū khì kòe Ji̍t-pún. «Он бывал в Японии»

#### Связка是sī
Общей связкой в хокло является 是 sī (сев. sǐ) «быть (чем-то), являться». Её отрицательная форма: 毋是 m̄-sī, сев. m̄-sǐ:
我是學生。 Góa sī ha̍k-seng. «Я — ученик; я — студент»
昨昏是八月節。 Cha-hng sī poeh-ge̍h-choeh. «Вчера был Праздник середины осени.»
В хокло употребляются выделительные конструкции с A是B兮 A sī B ê (в разговорной речи 兮 ê здесь опционально), например, следующее предложение можно перефразировать с A是B兮 A sī B ê, выделяя разные его элементы:
我明仔載和阿媽卜去機場。 Góa bîn-á-chài hām a-má beh khì ki-tiûⁿ.
«Я завтра поеду в аэропорт со своей бабушкой.»
我明仔載是和阿媽卜去機場兮。 Góa bîn-á-chài sī hām a-má beh khì ki-tiûⁿ--ê.
«Я завтра поеду в аэропорт со своей бабушкой.» (а не кем-то другим)
我是明仔載和阿媽卜去機場兮。 Góa sī bîn-á-chài hām a-má beh khì ki-tiûⁿ--ê.
«Я поеду в аэропорт со своей бабушкой завтра.» (а не когда-то ещё)
我明仔載和阿媽是卜去機場兮。 Góa bîn-á-chài hām a-má sī beh khì ki-tiûⁿ--ê.
«Я завтра со своей бабушкой поеду в аэропорт.» (а не в другое место)
В русском языке нет прямых аналогов конструкции A是B兮 A sī B ê, но они есть, например, в английском (it is B that A).
Предложения с A是B兮 A sī B ê могут также быть «перевёрнутыми» по отношению к оригинальным, выводя в начало объект действия:
阮阿祖寫著即張批。 Gún a-chó͘ siá-tio̍h chit tiuⁿ phoe.
«Мой дед написал это письмо»
即張批是阮阿祖寫兮。 Chit tiuⁿ phoe sī gún a-chó͘ siá--ê.
«Это письмо было написано моим дедом»

#### Выдвижение темы (топика)
В хокло, как и в других восточноазиатских языках (так называемых «топиковых языках»: китайские языки, японский, корейский, малайский и т. д.), возможна конструкция с выдвижением темы. В ней «тема» предложения выносится вперёд, «рема» же представляет собой отдельное подпредложение:
伊跤蠻大雙。 I kha bân tōa sang.
«Его нога довольно большая» (букв. «он — нога довольно большая»)
汝面有紅，伊無紅。 Lí biān ū âng, i bô âng.
«Твоё лицо красное, а его — не красное.» (букв. «ты — лицо красное, он — не красное»)
即領，尚卜穿啊？ Chit niá, siâng boh chhēng--a?
«Кто хочет надеть эту вещь?» (букв. «эта вещь — кто хочет надеть?»)
阮兮課，伊也上。 Gún ê khò͘, i ǎ siōng.
«Она тоже ходит на наши уроки» (букв. «наши уроки — она тоже посещает»)
阮厝內偆兮，伊從來毋食。 Gún chhù lǎi chhǔn--ê, i chiông-lâi m̄ chia̍h.
«Он у нас дома не ест объедки» (букв. «то, что у нас дома осталось — он не ест»)
Как видно из последних трёх примеров, темой может быть прямое дополнение, а в последнем случае — также конструкция с 兮 ê.

#### Частица咧leh
В хокло существуют две омонимичные частицы, имеющие большие различия в употреблении: 咧 leh и 咧 —leh.
Частица продолженного вида 咧 leh (диал. также lí, teh и т. д.) употребляется перед глаголами, обозначающими протяжённые, не однократные процессы (длительными глаголами действия и активными глаголами состояния).
汝咧食甚物？ Lí leh chia̍h sím-mi̍h?
«Что ты ешь (сейчас, не вообще)?»
伊咧讀冊。 I leh tha̍k-chheh.
«Он (сейчас) читает.»
我咧無閑，汝小等一下。 Góa leh bô-êng, lí sió-tán chi̍t-ē.
«Я (сейчас) занят, подожди.»
Перед 咧 leh для усиления могут использоваться наречия со значением «как раз, ровно»: 拄 tú, 當 tong, при этом частица 咧 leh здесь опциональна:
伊拄咧睏，毋通共伊吵醒。 I tú leh khún, m̄-thang kā i chhá-chhíⁿ.
«Он только уснул, не нужно его будить»
我拄咧食飯，無時間。 Góa tú leh chia̍h-pn̄g, bô sî-kan.
«Я прямо сейчас ем, у меня нет времени»
學堂拄開學。 O̍h-tn̂g tú khui-o̍h.
«Школа только открылась»
Сочетание 有咧 ū leh используется для обозначения регулярных, обычных действий.
伊有咧做工課。 I ū leh chòe khang-khè.
«Он (регулярно) работает»
下暗廟埕有咧做戲。 E-àm biō-tiâⁿ ū teh chò-hì.
«По вечерам на храмовой площади устраивают представления»
Частица 咧 --leh употребляется после глаголов, передающих однократные действия — она означает, что результат этого действия сохраняется. После глагола с 咧 --leh может стоять следующий глагол, тогда первый обозначает фоновое действие, часто связанное с положением тела или другого предмета.
坐咧講 «говорить сидя» (букв. «сесть (и сидеть), и говорить»
門開咧睏 «спать с открытой дверью» (букв. «дверь открылась (и осталась открытой), и спать»)
Частица 咧 --leh в хокло местами схожа с 住 jyuh в кантонском и 著 zhe в путунхуа, однако между ними есть некоторые различия. Как уже сказано выше, 咧 --leh используется только с однократными глаголами, а фоновое действие, описываемое с 咧 --leh, должно предшествовать основному действию, а не происходить одновременно. В кантонском и севернокитайском языках возможны такие словосочетания:
笑住講 siujyuh góng [кантонский]
笑著說 xiàozhe shuō [путунхуа]
*笑咧講 chhiò--leh kóng
«говорить, смеясь»
(в хокло это скорее будет выражено как 笑笑講 chhiò-chhiò kóng или 一邊笑一邊講 chi̍t-piⁿ chhiò, chi̍t-piⁿ kóng)

#### Модальные глаголы
Модальные глаголы в хокло используются непосредственно перед другими глаголами.
К базовым модальным глаголам относятся:
- 會 ē «знать; уметь, мочь»
- 卜 beh (также юж. boeh, сев. berh или boh) «хотеть»
- 愛 ài «хотеть; любить»
- 通 thang «разрешаться, иметь (что-то) дозволенным»
- 著 tio̍h «быть должным, обязанным»

Первые два глагола из вышеперечисленных также используются для выражения будущего времени.
伊會來。 I ē lâi. «Он придёт»
卜落雨矣。 Beh lo̍h-hō͘--ah. «Скоро будет дождь»
Отрицательная форма 會 ē во всех функциях — 𣍐() bē (также сев. bǒe, амойск bōe). У 卜 beh в значении будущего времени нет отрицательной формы, а 卜 beh в значении «хотеть» отрицается через 無卜 bô beh, как и большинство модальных глаголов (愛 ài — 無愛 bô ài, 需要 su-iàu «нуждаться» — 無需要 bô su-iàu и т. п.). Для 通 thang отрицанием служит 莫 mài (часто, особенно на материке, это слово записывается неподдерживаемым Юникодом иероглифом, выглядящим как лигатура ⿰勿愛 ()).

## Лексика

### Книжные и просторечные чтения
Как и в других китайских языках, в хокло один иероглиф может иметь книжное (文讀 bûn-tha̍k или 讀音 tha̍k-im) и просторечное (白讀 pe̍h-tha̍k или 語音 gí-im/gú-im) чтения. Число иероглифов с несколькими чтениями в хокло намного больше, чем в других китайских языках.
Более конкретные значения предпочитают просторечные чтения, тогда как абстрактные значения используют книжные. Книжные чтения используются при чтении текстов на классическом китайском, в книжных идиомах, часто в именах людей, а также в транскрибированных иностранных словах. Просторечные чтения часто употребляются в фамилиях, в счётных словах, в поздних и хокло-специфичных словах.
| знак | просторечное чтение | книжное чтение |
| 門   | сев. mn̂g, юж. mûi «ворота; вход»; «трюк, приём» - 門口 mn̂g-kháu/mûi-kháu «вход» - 挵門 lòng-mn̂g/lòng-mûi «стучаться в дверь» - 大門 tōa-mn̂g/tōa-mûi «ворота во двор, главные ворота» - 出門 chhut-mn̂g/chhut-mûi «выходить на улицу» - 門鈴 mn̂g-lêng/mûi-lêng «дверной звонок» - 閘門 cha̍h-mn̂g/cha̍h-mûi «шлюз» - 門路 mn̂g-lō͘/mûi-lō͘ «приём, способ» | bûn «двор, домохозяйство»; «школа (мысли)»; «отдел, раздел, разновидность» - 滿門 boán-bûn «вся семья, весь дом» - 名門 bêng-bûn «знатная семья» - 佛門 hu̍t-bûn «буддизм» - 門生 bûn-seng «последователь, послушник» - 部門 pǒ͘-bûn «отдел, департамент» - 專門 choan-bûn «специализированный» - 五花八門 gō͘-hoa pat-bûn «разнообразный, всевозможный» |
| 梯   | thui «лестница; ступени; подъём» - 樓梯 lâu-thui «лестница» - 滑梯 ku̍t-thui «детская горка» - 雲梯 hûn-thui «пожарная лестница» - 電梯 tiān-thui «лифт» | the «ступеньчатый; террасный; эшелонированный» - 梯形 the-hêng «трапеция» - 梯隊 the-tūi «эшелон» - 梯田 the-tiân «террасное поле» - 仝梯 kāng-the «однокашник; товарищ (по эшелону)» |
| 腐   | hū «тофу» - 豆腐 tāu-hū «тофу» | hú «гнить, портиться» - 腐朽 hú-hiú «гнить» - 防腐 hông-hù «консервирующий» - 腐敗 hú-pāi «гнилой; коррумпированный» |
| 旦   | tòaⁿ «женская роль (в традиционной драме)» - 戲旦 hì-tōaⁿ «роль девицы» - 花旦 сев. hoe-tòaⁿ, юж. hoa-tòaⁿ «роль ветренной девушки» - 苦旦 khó͘-tòaⁿ «роль сильной женщины» | tàn «рассвет» - 元旦 goân-tàn «первый день года» - 旦夕 tàn-se̍k «вечер и утро; короткая пора» - 一旦 it-tàn «однажды; как только» |

У некоторых иероглифов преобладает книжное чтение, просторечное используется только в нескольких словах:
安 книж. an «спокойный, мирный»
прост. oaⁿ (в нескольких топонимах: 同安、南安、安海、惠安)
瓶 книж. pân «бутылка»
прост. pêng (только в 瓶頸 pêng-kèng «бутылочное горлышко»)
身 книж. sin «тело»
прост. sian «счётное слово для статуй, кукол»
У многих иероглифов просторечное чтение преобладает, вытесняет книжные в обычном языке:
箭 «стрела»
прост. chìⁿ: основное чтение
книж. chiàn: вариант, в идиомах (箭無虛發 chiàn bû hi-hoat «не промахнуться и раза (об умении лучника)») или в значении «быстрый (как стрела)» (箭步 chiàn-pō͘ «большой скачок», 光陰似箭 kong-im sū chiàn «время летит, как стрела»)
頁 «страница»
прост. ia̍h: основное чтение
книж. ia̍p: малоупотребимо
蚣 (только в 蜈蚣 giâ-kang «сороконожка»)
прост. kang: основное чтение
книж. kong: малоупотребимо

### Заимствования
Оживлённая торговля, в которой участвовали хокло в Юго-Восточной Азии, принесла в их язык множество заимствований из местных языков:
| слово            | значение               | источник                                                     |
| 雪文 sap-bûn     | «мыло»                 | малайск. sabun от араб. صابون‎ ṣābūn                          |
| 巴剎 pa-sat      | «базар, рынок»         | малайск. pasar от перс. بازار‎ bāzār                          |
| 㗝啤、咖啡 ko-pi | «кофе»                 | малайск. kopi, через голландский и т. д. от араб. قهوة‎ qahwa |
| 洞葛 tōng-kat    | «трость, клюка»        | малайск. tongkat                                             |
| 鐳 lui           | «мелкая медная монета» | через малайский от голландского duit                         |
| 柑仔得 kam-á-tit | «помидор»              | таг. kamatis от испанского tomate                            |

Некоторые слова попали из хокло в западные языки:
| слово   | значение         | источник                   |
| tea     | «чай»            | 茶 юж. têe                 |
| ketchup | «кетчуп»         | 膎汁 юж. kê-chiap          |
| ginseng | «женьшень»       | 人參 староамойск. jîn-song |
| ponkan  | «понкан (фрукт)» | 椪柑 phòng-kam             |

В английском языке стран Юго-Восточной Азии есть ещё больше заимствований из хокло, связанных с традиционной культурой и кулинарией:
| слово       | страна бытования   | значение                              | источник          |
| mee         | Сингапур, Малайзия | «лапша»                               | 麵 mī             |
| angpow      | Сингапур, Малайзия | «красный конверт»                     | 紅包 âng-pau      |
| kee chang   | Сингапур           | «кичан, щелочные пирожки (десерт)»    | 鹼粽 kiⁿ-chàng    |
| kiam chye   | Сингапур           | «солёные овощи»                       | 鹹菜 kiâm-chhài   |
| bak kut teh | Сингапур, Малайзия | «свиные рёбра в бульоне»              | 肉骨茶 bah-kut-tê |
| bakso       | Индонезия          | «баксо, мясной пирожок»               | 肉酥 bah-so͘       |
| misua       | Филиппины          | «тонкая пшеничная лапша»              | 麵線 mī-soàⁿ      |
| toyo        | Филиппины          | «соевый соус»                         | 豆油 tāu-iû       |
| kee siao    | Сингапур           | «(сленг) сумасшедший»                 | 起痟 khí-siáu     |
| kaypoh      | Сингапур, Малайзия | «(сленг) проныра, назойливый человек» | 家婆 ke-pô        |

Из южного хокло в западные языки заимствованы некоторые географические названия. Сейчас они, усилиями нынешних китайских властей, вытеснены транскрипцией с севернокитайского.
| слово   | источник         |
| Hokkien | 福建 Hok-kiàn    |
| Amoy    | 廈門 юж. Ēe-mûi  |
| Quemoy  | 金門 юж. Kim-mûi |
| Hokchew | 福州 Hok-chiu    |
| Hinghwa | 興化 Heng-hòa    |
| Hokchia | 福清 Hok-chhiaⁿ  |